# Código ATC C
Secção da lista de códigos ATC.

## C: Aparelho cardiovascular
| C01 | Terapêutica cardíaca                                                                      |
|     | C01A Glicosidos cardíacos                                                                 |
|     | C01B Antiarrítmicos, classe I e III                                                       |
|     | C01C Estimulantes cardíacos, excluindo glicosidos cardíacos                               |
|     | C01D Vasodilatadores usados em doenças cardíacas                                          |
|     | C01E Outros preparados cardíacos                                                          |
| C02 | Anti-hipertensores                                                                        |
|     | C02A Antiadrenérgicos de acção central                                                    |
|     | C02C Antiadrenérgicos de acção periférica                                                 |
|     | C02D Agentes que actuam sobre o músculo liso arteriolar                                   |
| C03 | Diuréticos                                                                                |
|     | C03B - Diuréticos de teto baixo, excluindo tiazidas                                       |
|     | C03C - Diuréticos da ansa                                                                 |
|     | C03D - Agentes poupadores de potássio                                                     |
|     | C03E - Diuréticos e agentes poupadores de potássio em associação                          |
| C04 | Vasodilatadores periféricos                                                               |
| C05 | Vasoprotectores                                                                           |
|     | C05A - Anti-hemorroidários para uso tópico                                                |
|     | C05B - Terapêutica antivaricosa                                                           |
|     | C05C - Agentes estabilizadores capilares                                                  |
| C07 | Betabloqueadores                                                                          |
|     | C07A - Betabloqueantes                                                                    |
|     | C07C - Betabloqueantes e outros diuréticos                                                |
| C08 | Bloqueadores dos canais de cálcio                                                         |
|     | C08C - Bloqueadores selectivos dos canais de cálcio com efeitos principalmente vasculares |
|     | C08D - Bloqueadores selectivos dos canais de cálcio com efeitos cardíacos directos        |
| C09 | Agentes que actuam sobre o sistema renina-angiotensina                                    |
|     | C09A - Inibidor da enzima de conversão da angiotensina, simples                           |
|     | C09B - Inibidor da enzima de conversão da angiotensina, associações                       |
|     | C09C - antagonista da angiotensina II                                                     |
|     | C09D - antagonista da angiotensina II, associação                                         |
| C10 | Hipolipemiantes                                                                           |